# 亚诺什·舍耶大学
亚诺什·舍耶大学是一所斯洛伐克公立大学，位于边境匈牙利的城市科马尔诺，该大学以匈牙利语授课。

## 院系
- 经济与信息学院
- 教育学院
- 神学院

## 图集

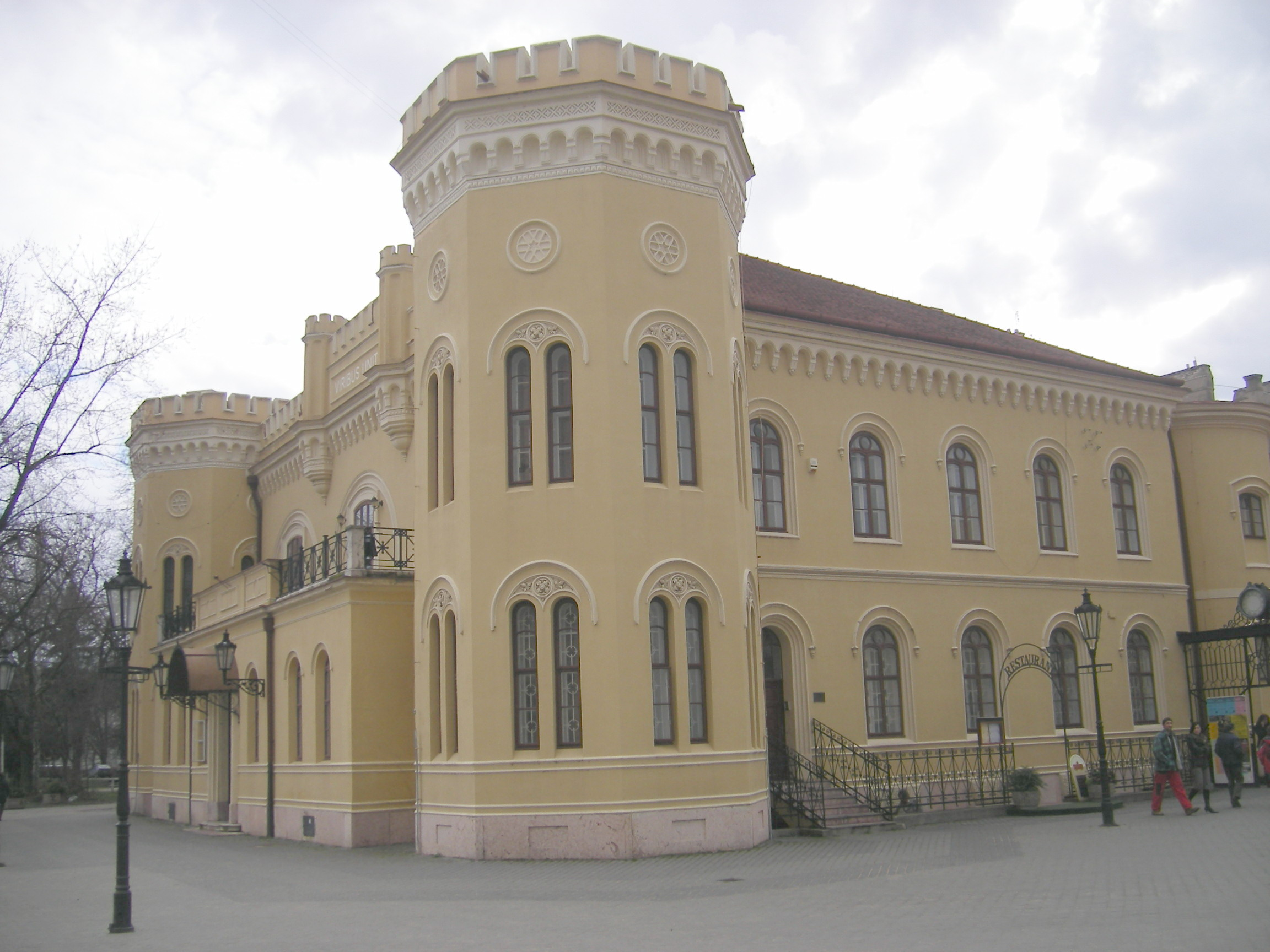
外景
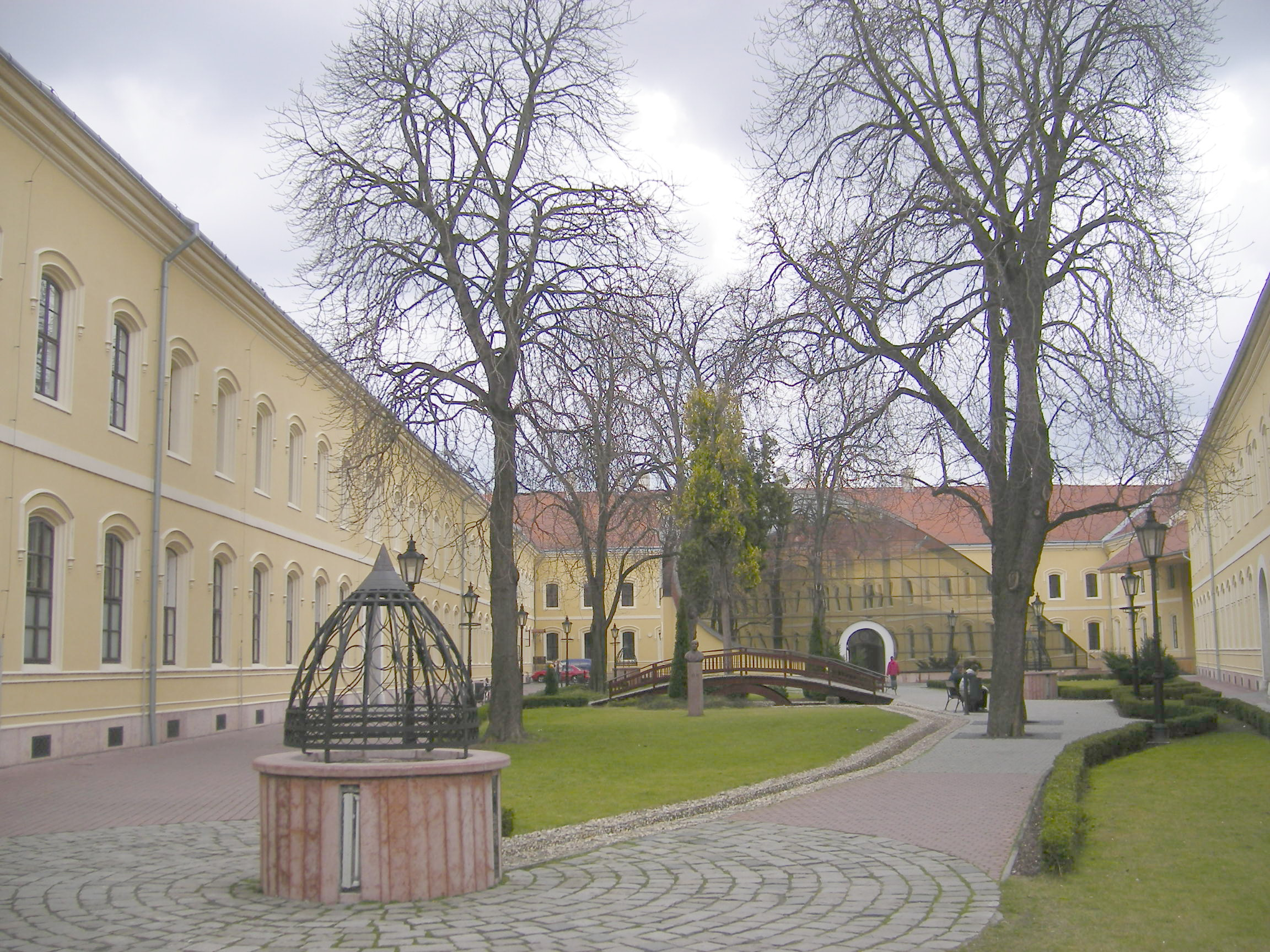
外景
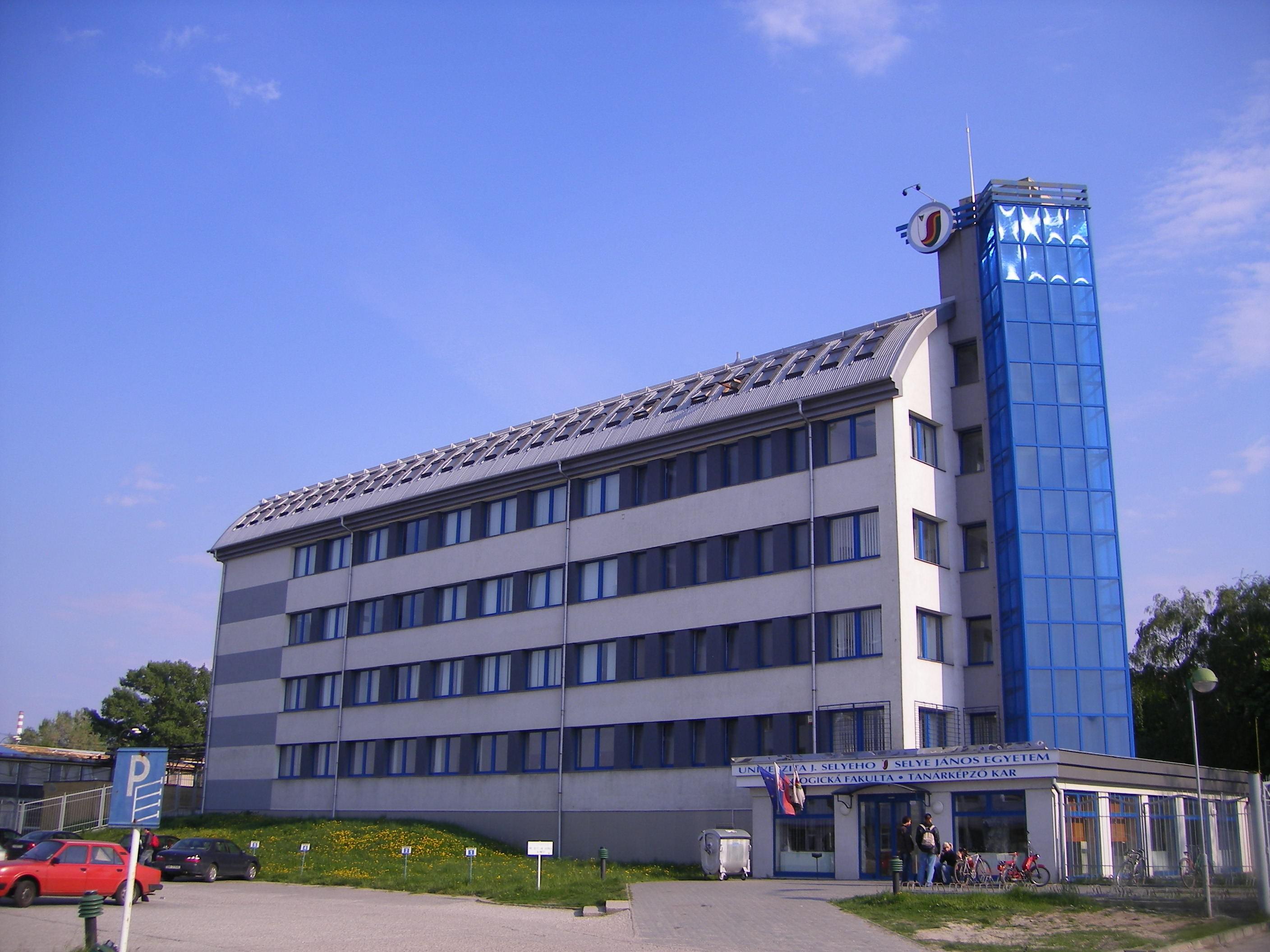
教育学院
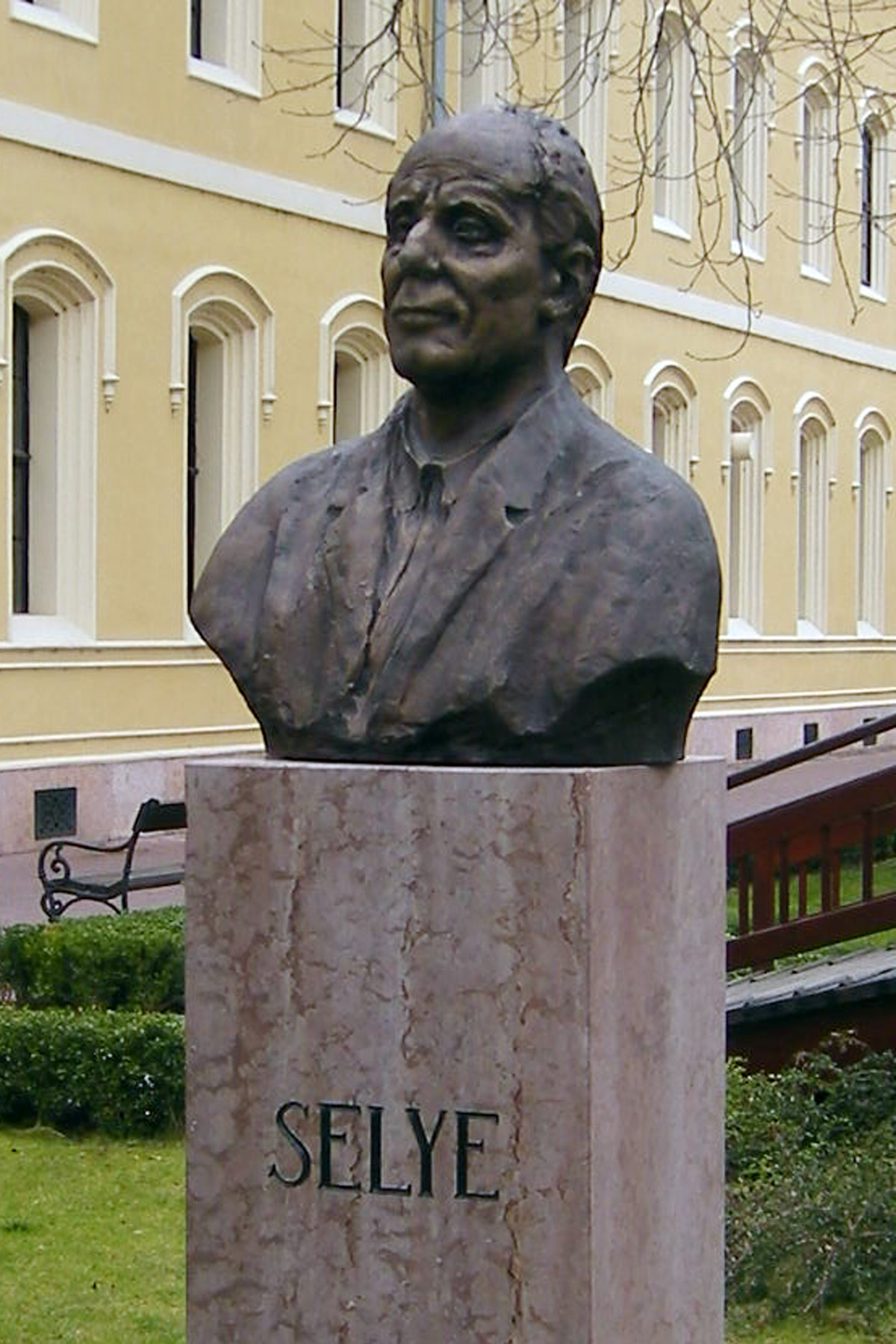
亚诺什·舍耶半身像